# Stratiothyrea
Stratiothyrea är ett släkte av tvåvingar. Stratiothyrea ingår i familjen vattenflugor.
Kladogram enligt Catalogue of Life:
| Stratiothyrea | \| \| Stratiothyrea cheesmanae \| \| \| \| \| \| Stratiothyrea femorata \| \| \| \| \| \| Stratiothyrea matema \| \| \| \| |
|               | \| \| Stratiothyrea cheesmanae \| \| \| \| \| \| Stratiothyrea femorata \| \| \| \| \| \| Stratiothyrea matema \| \| \| \| |
|               | Stratiothyrea cheesmanae                                                                                                   |
|               | |
|               | Stratiothyrea femorata |
|               | |
|               | Stratiothyrea matema |
|               | |